# Степанов, Василий Степанович
Василий Степанович Степанов (24 февраля 1897 года, село Ковали, Цивильский уезд, Казанская губерния, Российская империя — 5 сентября 1973 года, пос. имени Цюрупы, Московская область), СССР) — организатор сельскохозяйственного производства, директор совхоза «Красивинский» Акмолинской области. Герой Социалистического Труда (1957).

## Биография
Родился 24 февраля 1897 года в крестьянской семье в селе Ковали Цивильского уезда Казанской губернии (сегодня — Урмарский район Республики Чувашия).
С 1909 года работал на различных производствах Санкт-Петербурга, Архангельска, Вятки и Твери. Работал на торфоразработках, был матросом. Участвовал в сражениях Первой мировой и Гражданской войн. В 1918 году сражался около Пскова и Нарвы в составе Восточного фронта.
В 1919 вернулся в родное село, избирался членом волостного исполкома советов, секретарём и председателем сельсовета. Один из организаторов колхоза «Маяк» (1929). Руководитель строительства и первый директор крахмалопаточного завода (1931). В 1931—1936 зам. директора и директор Урмарской МТС.
После окончания Тимирязевской сельскохозяйственной академии с 1939 года директор совхозов в Казахской ССР. С 1941 года работал в Народном комиссариате государственного контроля Казахской ССР.
В 1952—1954 директор совхоза в Кировской области. В 1954 году назначен директором совхоза «Красивинский» Есильского района Акмолинской области Казахской ССР.
В 1956 году совхоз «Красивинский», руководимый Василием Степановым, собрал по 11,6 центнеров зерновых с каждого гектара. За эти выдающиеся успехи был удостоен в 1957 году звания Героя Социалистического Труда.
После выхода на пенсию в 1957 году проживал в посёлке имени Цюрупы Московской области.
Скончался 5 сентября 1973 года.

## Награды
- Герой Социалистического Труда — указом Президиума Верховного Совета СССР от 11 января 1957 года
- Медаль «Серп и Молот»
- Орден Ленина (дважды)
- Орден Знак Почёта